# Kościanka
Kościanka (przed 1945 r. niem. Hansfelde) – niezamieszkana osada w Polsce położona w województwie zachodniopomorskim, w powiecie białogardzkim, w gminie Tychowo, pomiędzy Tychowem a Warninem. Osada wchodzi w skład sołectwa Warnino. 
W pobliżu znajduje się rezerwat przyrody "Cisy Tychowskie"